# Арсений (Чекандраков)
Митрополит Арсений (в миру Ангел Богоев Чекандраков или Чакандраков; 29 июля 1932, село Дылго-Поле, Пловдивский округ, Болгария — 13 октября 2006, Пловдив, Болгария) — епископ Болгарской Православной Церкви, митрополит Пловдивский.

## Биография
После окончания основного образования в 1945 году, поступил в Пловдивскую духовную семинарию, которую окончил в 1951 году. В том же году поступил в Софийскую духовную академию, которую окончил в а в 1955 году.
По окончании обучения в академии в 1955 году назначен послушником и помощником библиотекаря в Рильский монастырь.
2 июни 1956 года тогашним игуменом обители епископ Стобийским Варлаамом пострижен в монашество с именем Арсений под духовное водительство архимандрита Климента Рилеца.
10 июня того же года рукоположён во иеродиакона. В начале 1959 года рукоположён во иеромонаха.
В июне 1959 года защитил кандидатскую диссертацию в аспирантуре МДА.
По возвращении в Болгарию вновь поступил в Рыльский монастырь, исполнял послушания помощника библиотекаря и экскурсовода.
23 июля 1961 года возведен в сан архимандрита. В 1961—1962 годы — преподаватель Софийской духовной семинарии.
С 1 января 1968 года по 30 марта 1969 года — протосингел Врачанской митрополии.
В 1968—1969 годы проходил курс по языковой и экуменистической специализации в Берлине.
30 марта 1969 года в патриаршеската кафедрального собора святого Александра Невского хиротонисан во епископа Стобийского и назначен викарием Врачанской митрополии. Был главным секретарём Священного Синода.
После смерти митрополита Врачанского Паисия был избран митрополитом Врачанским, но из-за вмешательства властей Священный Синода аннулировал выборы, и епископ Арсений был отправлен в ссылку в Бачковский монастырь.
В 1977—1979 годы был настоятелем Троянского монастыря.
В 1982—1987 годы — викарный епископ Пловдивского митрополита.
В 1984 году опубликовал сборник «Принос към биографията на Неофит Рилски», содержащий неизданную переписку преподобного Неофита Рыльского, сохранившуюся в библиотеке Рыльского монастыря.
1 февраля 1987 года избран, 8 февраля 1987 года утверждён митрополитом Пловдивским.
До самой кончины оставался деятельным и бодрым.
Скончался вечером 13 октября 2006 года на 74 году жизни от разрыва сердца в Пловдивской университетской больнице святого Георгия. Прощание с почившим состоялось в кафедральном Пловдивском Богородицком соборе.